# Visby Golf Club
De Visby Golf Club (Visby Golfklubb) is een golfclub in Klintehamn op het eiland Gotland in Zweden.
De club is opgericht in 1953 op initiatief van Dr Erik Ekblad, secretaris van de Zweedse Golffederatie van 1950-1952. Hij verhuisde daarna naar Gotland waar geen golfclub in zijn buurt was. Aan de Zweedse golfbaanarchitect Rafael Sundblom werd gevraagd een ontwerp te maken. Zoals vaak bij 'links'banen ging de baan op zijn ontwerp 9 holes heen en 9 holes terug. Sundblom overleed in 1958 en zijn ontwerp is voor de aanleg veranderd door zijn collega Nils Sköld zodat hole 9 ook bij het clubhuis uitkwam. In 1959 werd de nieuwe baan geopend.
In 1990 werden negen extra holes aangelegd, ontworpen door Peter Nordwall (1939), die Nils Sköld kende uit de tijd dat hijzelf baancommissaris was bij de Stockholm Golfclub, waar Sköld ook een ontwerp voor maakte.
De club vierde haar 50-jarig bestaan met de renovatie van de 27 holes. Hiervoor is golfbaanarchitect Pierre Fulke, een voormalig Ryder Cup speler, aangetrokken. De volgorde van de holes werden veranderd en er kwamen enkele nieuwe holes bij. Twee derde van de baan grenst aan de Oostzee. 
Op 1 juni 2009 werd de 18 holesbaan geopend, later in 2009 worden de andere negen holes geopend.
Op de baan zijn nog enkele overblijfselen van de Vikingen te zien.